# Tetramorium sepultum
Tetramorium sepultum (лат.) — вид муравьёв рода Tetramorium из подсемейства Myrmicinae (Formicidae).

## Распространение
Юго-восточная Африка: Мозамбик, Свазиленд.

## Описание
Мелкие земляные муравьи; длина рабочих 3—4 мм. От близких видов (Tetramorium humbloti, Tetramorium humbloti, Tetramorium tanaense) отличается 
проподеальными толстыми шипиками средней длины, относительно мелкими глазами, отсутствием отстоящих волосков на первом тергите брюшка. Длина головы рабочих (HL) 0,78—0,81 мм, ширина головы (HW) 0,76—0,78 мм. Основная окраска тела коричневая. Усики рабочих и самок 11-члениковые. Петиоль чешуевидный в профиль с высоким узелком (примерно в 3 раза выше длины, сверху поперечный и эллиптический).  Усиковые бороздки хорошо развиты, длинные. Боковые части клипеуса килевидно приподняты около места прикрепления усиков. Жвалы широкотреугольные с зубчатым жевательным краем. Стебелёк между грудкой и брюшком состоит из двух члеников: петиолюса и постпетиолюса (последний четко отделен от брюшка), жало развито, куколки голые (без кокона). Заднегрудка с 2 проподеальными шипиками. Брюшко гладкое и блестящее. Гнездятся в земле.

## Таксономия
Включён в видовую группу Tetramorium weitzeckeri. Вид был впервые описан в 1980 году английским мирмекологом Барри Болтоном (Британский музей естественной истории, Лондон).